# Jus de cerise
Le jus de cerise est une boisson réalisée à partir de cerises. C'est une boisson commune en Turquie. 

## Apports et conséquences sur la santé
Selon certains, le jus de cerise aurait de nombreux effets positifs sur la santé :
- diminution du risque de certains cancers ;
- lutte contre l'insomnie ;
- réduction des douleurs inflammatoires et meilleur récupération musculaire ;
- réduction du risque de maladies cardio-vasculaires ;
- lutte contre les crises de goutte...

Cependant, le sérieux des études annonçant ces résultats est remis en cause.

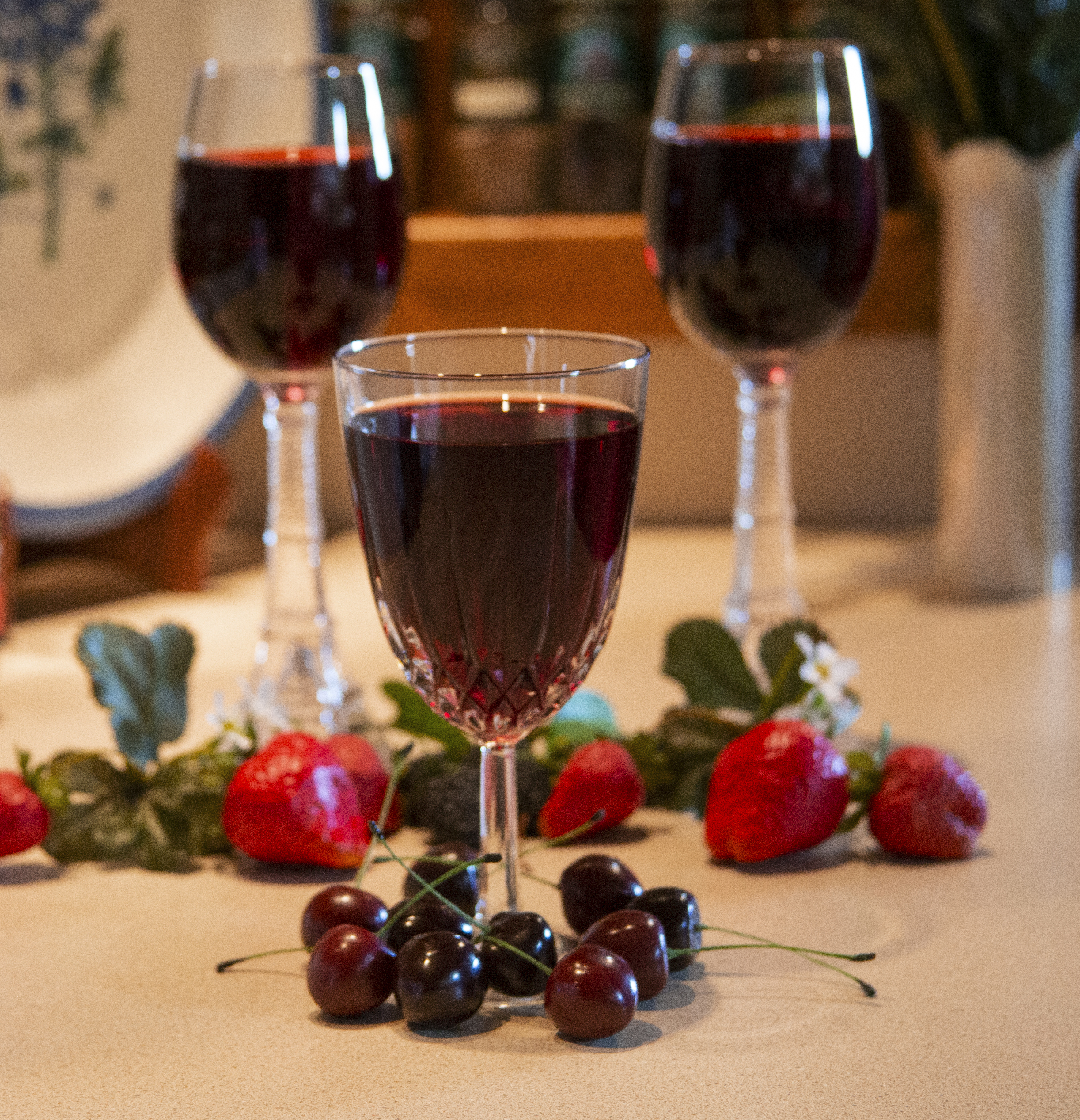
Verres de jus de cerise de Montmorency.

## Recettes du jus de cerise
Le jus de cerise se prépare à chaud, si on veut le conserver. Il est possible d'ajouter de l'eau et du sucre, si on veut diminuer l'acidité du jus. Pour le goût, il est aussi possible de rajouter de la cannelle.
Comme pour tout jus de fruit, il faut prendre garde de bien laver les fruits, dénoyauter ou filtrer le jus mais aussi surveiller la température de cuisson (si cuisson) et stériliser les bocaux (si conservation).

## Recettes à base de jus de cerise
Le jus de cerise et l'ingrédient principal de différentes préparations :
- sans alcool : Cherbet Meliana ;
- avec alcool : Kirsch[5],[6].

Remarque :  le jus de cerise n'est pas l'un des ingrédients du Coca-Cola Cherry car il s'agit d'un arôme artificiel.